# اوویشن
اوویشن (انگلیسی: Ovation) شرکت تجهیزات موسیقی آمریکایی است، که در سال ۱۹۶۴ توسط چارلز کامان تأسیس شد.